# Ла-Фретт-сюр-Сен
Ла-Фретт-сюр-Сен (фр. La Frette-sur-Seine) — муниципалитет во Франции, в регионе Иль-де-Франс, департамент Валь-д'Уаз. Население — 4 378 человек (1999). Муниципалитет расположен на расстоянии около 18 км северо-западнее Парижа, 12 км юго-восточнее Сержи.

## Демография
Динамика населения (Cassini и INSEE):